# 제31보병사단

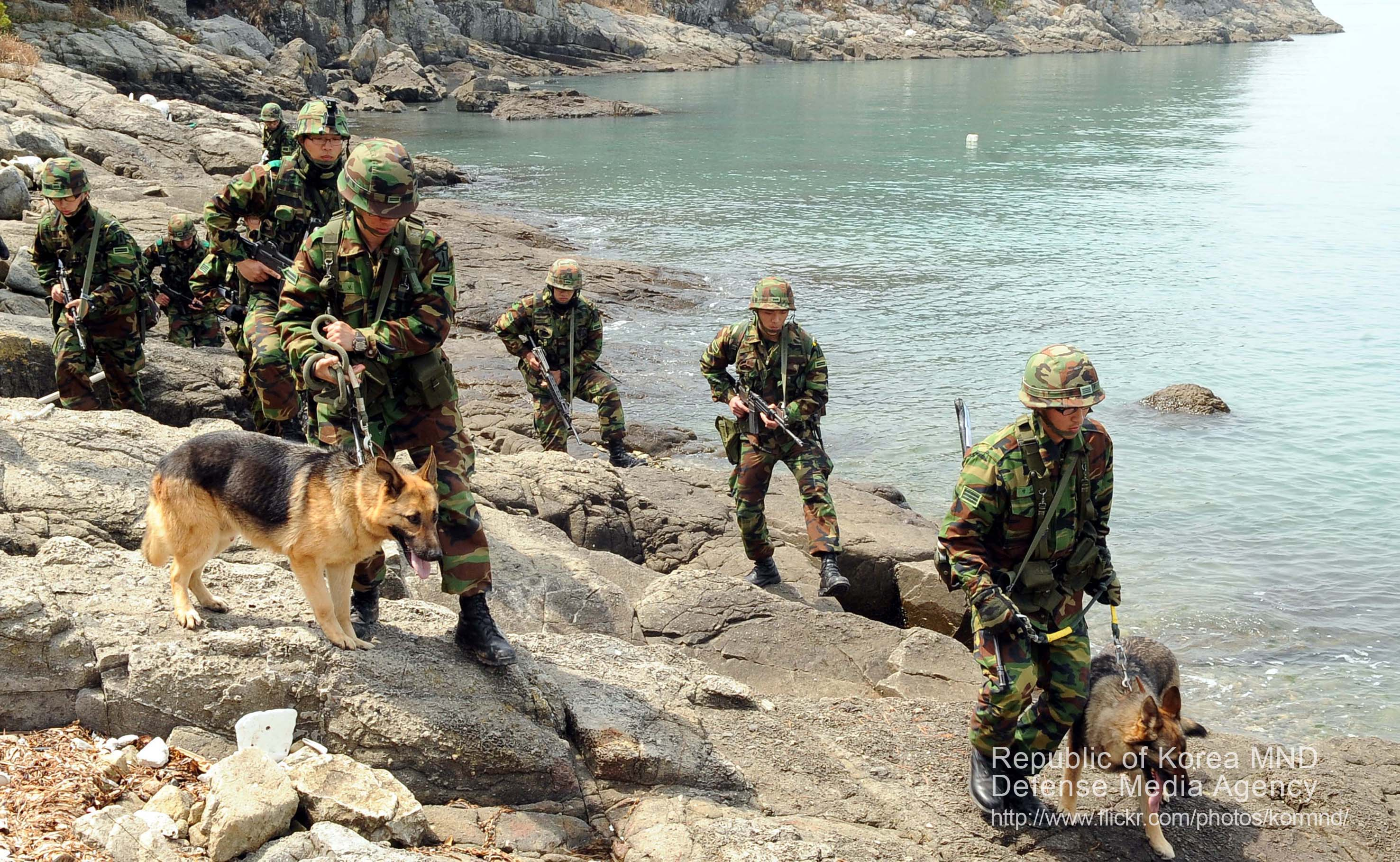
해안 지역 수색정찰 중인 제31보병사단 장병들

제31보병사단(第三十一步兵師團, The 31st Infantry Division, 상징명칭: 충장부대)은 광주광역시에 사령부를 두고 있는 대한민국 육군의 지역방위 보병사단이다.
1955년 2월 1일 강원도 화천군에서 창설되어 4월 1일 광주광역시 북구로 옮겼다.
1980년 5월 18일, 5·18 광주 민주화 운동에 계엄군으로 투입되었다.
2013년 9월 30일, 건군 65주년을 맞이하여 사단의 부대마크가 바뀌었다. 1사단과 비슷하고 화살표로 인해 포병이나 미사일 부대 오해받을 수 있다는 지적을 받아 방패 안에 횃불이 그려진 새로운 부대마크가 채택되었다. 새로운 부대마크는 2013년 10월 1일부터 공식적으로 쓰게 되었다.
2014년에는 39사단, 53사단과 함께 유병언 체포 작전에 투입되었다.

## 편성
- 사단본부
- 제503보병여단 (광주광역시, 담양군, 화순군)
- 제93보병여단 (강진군, 영암군, 완도군, 진도군, 해남군)
- 제95보병여단 (광양시, 순천시, 여수시, 고흥군, 곡성군, 구례군, 보성군, 장흥군)
- 제96보병여단 (나주시, 목포시, 무안군, 신안군, 영광군, 함평군)
- 기타 사단 직할대
  - 본부근무대
  - 군사경찰대
  - 방공중대
  - 공병대대
  - 기동대대
  - 정보통신대대
  - 포병대대
  - 화생방지원대
  - 동원지원단
  - 정비근무대
  - 보급수송대대

## 사건사고

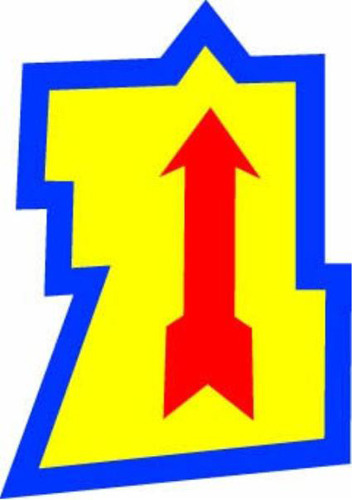
2013년까지 사용됐던 과거 부대표지

- 2013년 7월 25일 오후 5시 55분께 육군 해안초소에서 31사단 소속 김 모 일병이 머리에 관통상을 입고 숨진 채 발견됐다. 그리고 김 모 일병 관물대에서는 '군 생활이 힘들다'는 내용이 담긴 메모가 발견됐다. 이후 조사 과정에서 소속 군부대에서 선임들의 욕설과 폭언이 있었던 것이 확인되었다.[3]
- 2014년 12월 기존 노후된 시설을 대체하기 위해 여수시 돌산읍 향일암 지구 근처에 초소의 생활관을 신축 공사를 개시했다. 그런데 지역 주민들이 자연환경 훼손 문제 등을 제기하며 군과 충돌하면서 갈등이 시작되었다. 마찰이 장기화되고 공사가 지연되자 국민권익위원회와 지자체가 중재를 나섰고, 논의 결과 도출된 기존 부지에 증축 및 개축, 완공 후 거북머리 원상 복구, 거북머리 인근 부지 공원 조성 후 관광객 공개 등의 중재안을 양측에서 겨우 수용하면서 1년만에 마무리되었다.[4]

## 참고
1. ↑  김호 (2012년 5월 10일). “육군 31사단 '창설 57주년' 맞아 기념행사”. 뉴스1. 2012년 9월 26일에 확인함.
2. ↑  형민우 (2013년 9월 30일). “육군 31사단 58년 만에 부대마크 바꿔”. 연합뉴스. 2014년 10월 10일에 확인함.
3. ↑  “장흥 육군일병 총기사망사고 내무반에 폭언·욕설 확인”. 2018년 12월 26일에 확인함.
4. ↑  “여수 시민위 "국방부, 향일암 충돌 사과하라"”. 2015년 10월 6일. 2018년 12월 27일에 확인함.